# ジャイプル
ジャイプル（ヒンディー語: जयपुर, ウルドゥー語: جے پور, /d͡ʒəj.pʊɾ/; 英語: Jaipur）はインドの都市。デリーの南西約260kmに位置し、ラージャスターン州の州都である。2010年の都市的地域の人口は305万人であり、世界第112位、同国では第11位である。約10kmの赤い城壁に囲まれ、別名「ピンク・シティー」と呼ばれる。
日本ではジャイプールと表記される事も多いが、最後の音節「-プール」がヒンディー語では短母音で表記するため、ジャイプルが正しい表記となる。

## 気候
ケッペンの気候区分ではステップ気候（BSh）に属する。
| ジャイプル（ジャイプル国際空港）の気候                                 | ジャイプル（ジャイプル国際空港）の気候 | ジャイプル（ジャイプル国際空港）の気候 | ジャイプル（ジャイプル国際空港）の気候 | ジャイプル（ジャイプル国際空港）の気候 | ジャイプル（ジャイプル国際空港）の気候 | ジャイプル（ジャイプル国際空港）の気候 | ジャイプル（ジャイプル国際空港）の気候 | ジャイプル（ジャイプル国際空港）の気候 | ジャイプル（ジャイプル国際空港）の気候 | ジャイプル（ジャイプル国際空港）の気候 | ジャイプル（ジャイプル国際空港）の気候 | ジャイプル（ジャイプル国際空港）の気候 | ジャイプル（ジャイプル国際空港）の気候 |
| 月                                                                     | 1月                                    | 2月                                    | 3月                                    | 4月                                    | 5月                                    | 6月                                    | 7月                                    | 8月                                    | 9月                                    | 10月                                   | 11月                                   | 12月                                   | 年                                     |
| ---------------------------------------------------------------------- | -------------------------------------- | -------------------------------------- | -------------------------------------- | -------------------------------------- | -------------------------------------- | -------------------------------------- | -------------------------------------- | -------------------------------------- | -------------------------------------- | -------------------------------------- | -------------------------------------- | -------------------------------------- | -------------------------------------- |
| 最高気温記録 °C （°F）                                                 | 31.7 (89.1)                            | 36.7 (98.1)                            | 42.8 (109)                             | 44.9 (112.8)                           | 48.5 (119.3)                           | 47.2 (117)                             | 46.7 (116.1)                           | 41.7 (107.1)                           | 41.7 (107.1)                           | 40.0 (104)                             | 36.1 (97)                              | 31.3 (88.3)                            | 48.5 (119.3)                           |
| 平均最高気温 °C （°F）                                                 | 22.4 (72.3)                            | 25.0 (77)                              | 31.0 (87.8)                            | 37.1 (98.8)                            | 40.3 (104.5)                           | 39.3 (102.7)                           | 34.1 (93.4)                            | 32.4 (90.3)                            | 33.8 (92.8)                            | 33.6 (92.5)                            | 29.2 (84.6)                            | 24.4 (75.9)                            | 31.9 (89.4)                            |
| 平均最低気温 °C （°F）                                                 | 8.4 (47.1)                             | 10.8 (51.4)                            | 16.0 (60.8)                            | 21.8 (71.2)                            | 25.9 (78.6)                            | 27.4 (81.3)                            | 25.8 (78.4)                            | 24.7 (76.5)                            | 23.2 (73.8)                            | 19.4 (66.9)                            | 13.8 (56.8)                            | 9.2 (48.6)                             | 18.8 (65.8)                            |
| 最低気温記録 °C （°F）                                                 | −2.2 (28)                              | −2.2 (28)                              | 3.3 (37.9)                             | 9.4 (48.9)                             | 15.6 (60.1)                            | 19.1 (66.4)                            | 20.6 (69.1)                            | 18.9 (66)                              | 15.0 (59)                              | 11.1 (52)                              | 3.3 (37.9)                             | 0.0 (32)                               | −2.2 (28)                              |
| 降水量 mm （inch）                                                     | 7.0 (0.276)                            | 10.6 (0.417)                           | 3.1 (0.122)                            | 4.9 (0.193)                            | 17.9 (0.705)                           | 63.4 (2.496)                           | 223.3 (8.791)                          | 205.9 (8.106)                          | 66.3 (2.61)                            | 25.0 (0.984)                           | 3.9 (0.154)                            | 4.2 (0.165)                            | 635.4 (25.016)                         |
| 平均降雨日数                                                           | 0.6                                    | 1.0                                    | 0.4                                    | 0.7                                    | 1.4                                    | 3.9                                    | 11.2                                   | 10.0                                   | 3.8                                    | 1.3                                    | 0.4                                    | 0.4                                    | 35.2                                   |
| 出典：India Meteorological Department (record high and low up to 2010) |                                        |                                        |                                        |                                        |                                        |                                        |                                        |                                        |                                        |                                        |                                        |                                        |                                        |

## 歴史

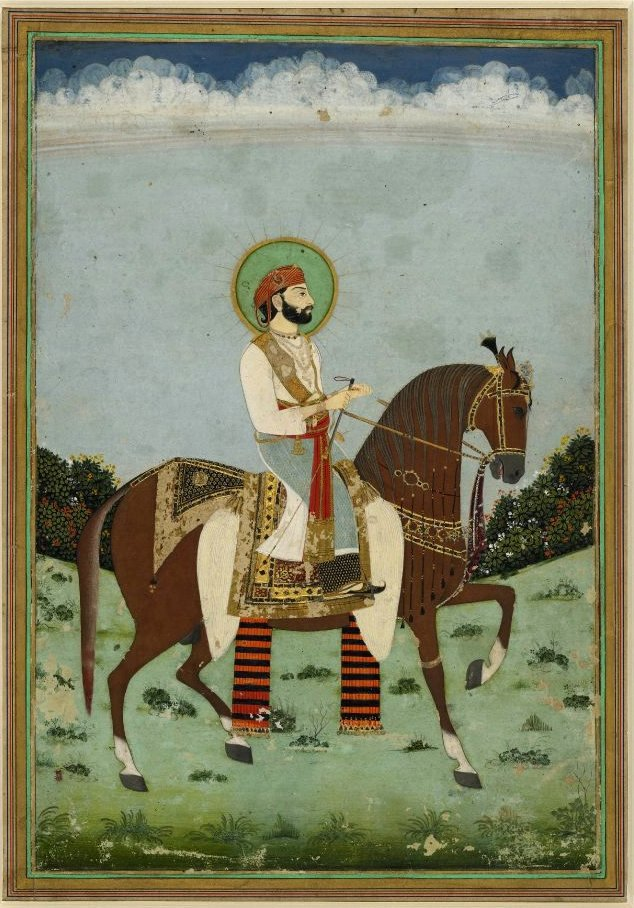
ジャイ・シング2世

1727年11月18日、当時この地を治めていたラージプートの有力氏族、カチワーハー家の当主サワーイー・ジャイ・シング2世によって建設が開始される。それ以前は北東に約11km離れた岩山に位置するアンベール（現在アンベール城がある地域）が王国の首都であったが、人口増加や水不足の理由から遷都の必要に迫られ、現在の町の位置に新たな計画都市として建設された。町の名前ジャイプルは「ジャイの町」を意味し、「ジャイ जय」は創設者ジャイ・シング2世からつけられている。ジャイプルの「プル पुर」は「城壁に囲まれた町」という意味合いを持つが、その名が示す通り、建設当時の町（現在の旧市街）は、高さ6m、総延長10kmに及ぶ城壁で囲まれており、城壁には7つの主要な門が設けられていた。
ジャイプル藩王国の藩王（マハーラージャ）は、イギリスがインドの大部分を植民地化したイギリス領インド帝国時代においても、イギリスに対して一定額の税金を納めるなど間接的な形で従属することを余儀なくされる一方で、領地の自治権は保証されていた。そのため、デリーやアーグラーなど、ムガル帝国の直轄領を経てイギリス領インド帝国の直接統治下に置かれた都市に比べ、インド的な雰囲気をより強く残している。
1876年にはヴィクトリア女王（この翌年インド皇帝となった）の息子、アルバート王子がこの地を訪れ藩王一家の歓待を受けた。この時に市街の建物をピンク色に塗ったのをきっかけとして、伝統的に建物にピンク色の塗装が施されるようになり、現在でも「ピンク・シティー」と呼ばれる景観を作っている。
現在では城壁の外側に新市街が形成され、駅なども新市街にある。王族一家は1947年のインド独立後も旧市街の中心にある「シティ・パレス」に居住しており、その一部が博物館として公開されている。
2020年、州内でバッタが大量発生。ジャイプル市内にも大群で侵入し、建物の屋上がバッタで埋め尽くされる出来事があった。

## 経済
ラジャスタン州の州都として、様々な産業が盛んである。市街には1989年に開設されたジャイプル証券取引場（Jaipur Stock Exchange）がある。
州内で豊富に採れる宝石・貴金属を利用して、マハーラージャへ仕えたジュエラーが伝統を生かして制作するジュエリー産業が、特に有名である。

## スポーツ

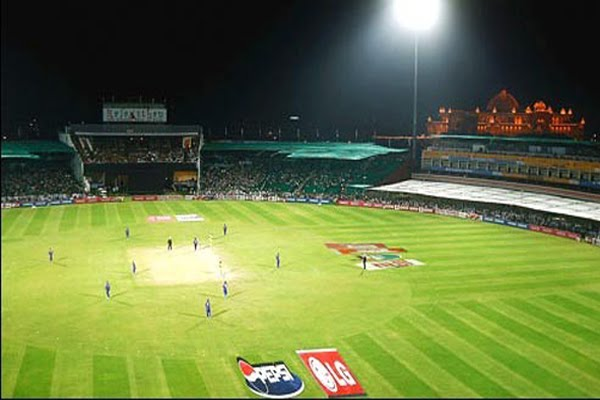
サワイ・マンシン・スタジアム

クリケットはジャイプルで非常に人気の高いスポーツである。最も象徴的な現代エンターテイメントとも言われ、ボリウッド映画より人気が高いと評される。トゥエンティ20形式のプロリーグであるインディアン・プレミアリーグ (IPL)所属のラージャスターン・ロイヤルズが所在している。開幕シーズンとなった2008年に優勝経験がある。ホームスタジアムはサワイ・マンシン・スタジアムであり、過去にはクリケット・ワールドカップの1987年大会と1996年大会で会場にもなっている。IPLの1試合当たりの放映権料は約11億4000万ルピー（約20億円）であり、サッカーのプレミアリーグなどを上回り、世界のプロスポーツリーグでNFLに次ぐ2位となった。2022年のフォーブスの発表によると、ラージャスターン・ロイヤルズの資産価値は10億ドルであり、北米4大プロスポーツリーグや欧州サッカーの強豪チームに劣らない規模がある。

## 交通

### 空港
ジャイプル国際空港（Jaipur Airport） (IATA: JAI, ICAO: VIJP, Sanganer Airport) で、シャールジャ、ダッカ、ドバイ、マスカットに接続している。

### 鉄道
インド国鉄の長距離列車が多数発着する駅はジャイプル・ジャンクション駅（Jaipur Junction、国鉄略称JP）である。首都デリーのほか、タージマハルで知られる観光都市アーグラ（Agra）までは共に200㎞程、東部の大都市コルカタ、西部の大都市ムンバイ、南部の大都市チェンナイなどに直通列車が運転されている。駅構内は非電化であったが、電化区間の拡充政策により2020年に電化された。
他のインドの都市同様にジャイプル地下鉄の整備が進められている。2015年に最初の区間が開通し、今後も拡大予定。国鉄のジャンクション駅に隣接するようにメトロの駅も設けられている。国鉄の広軌に対し、メトロは国際標準軌（1,435㎜）で整備されており国鉄の路線網とは独立したものとなっている。

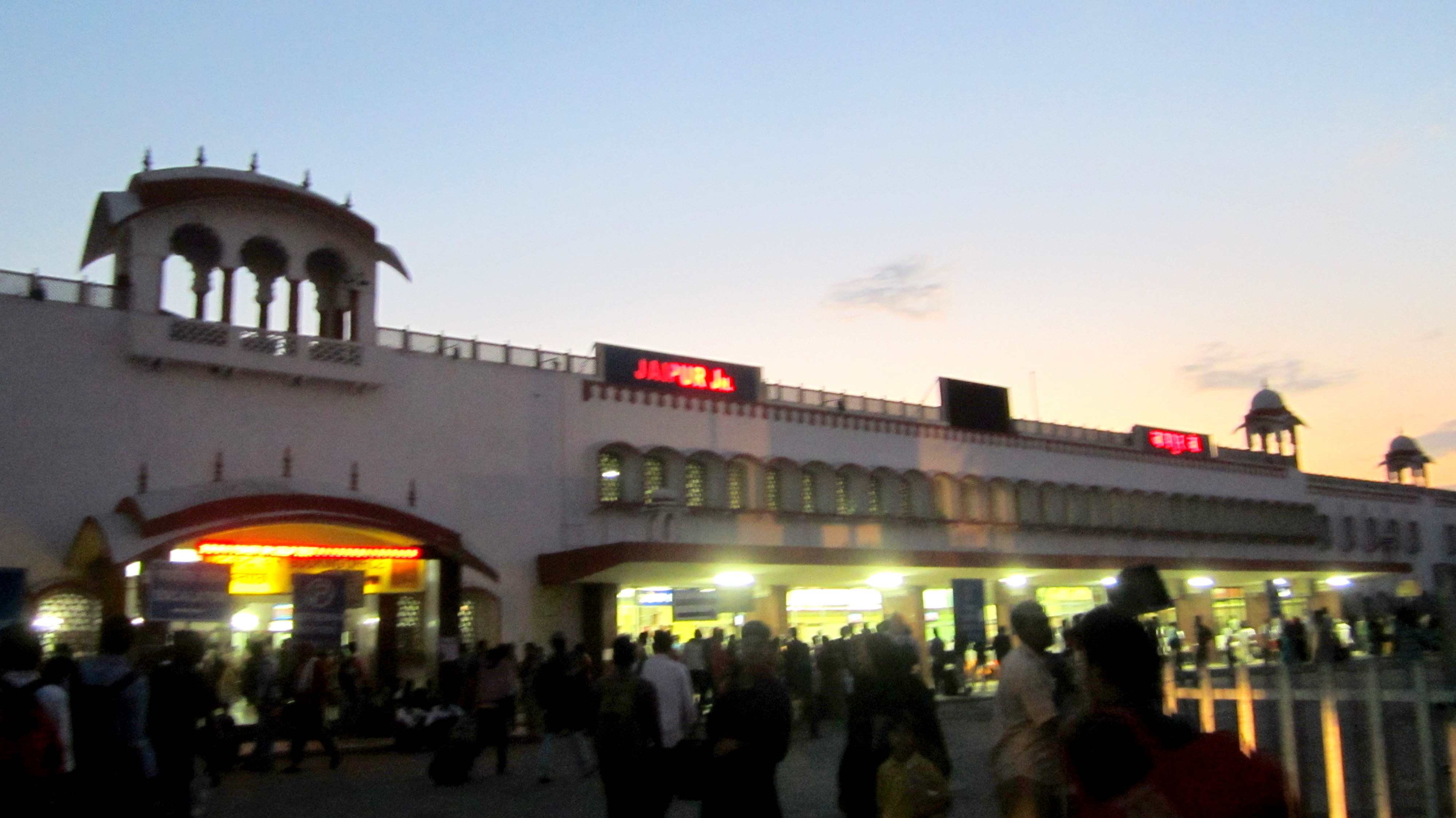
ジャンクション駅外観
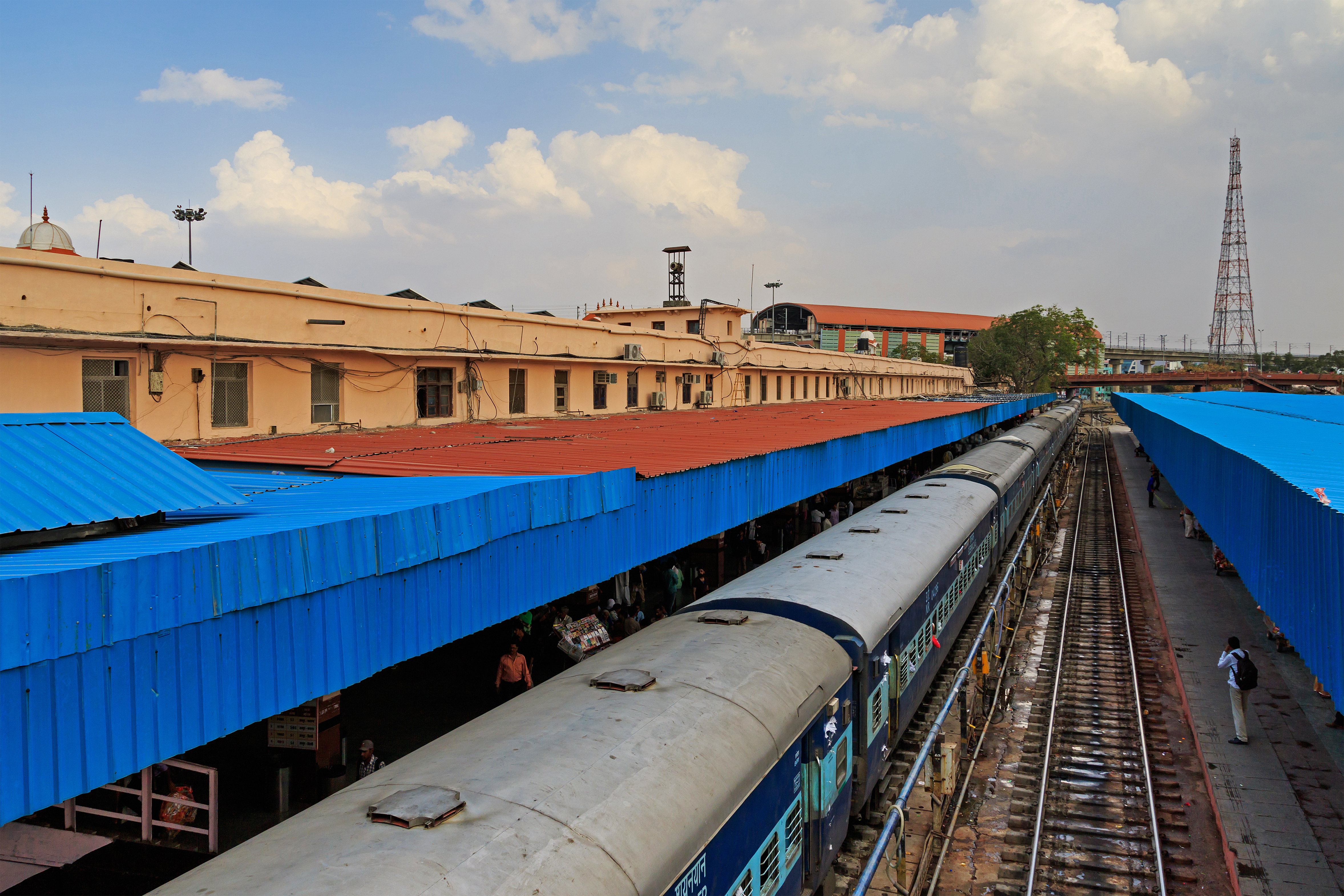
ジャンクション駅ホーム（2016年）
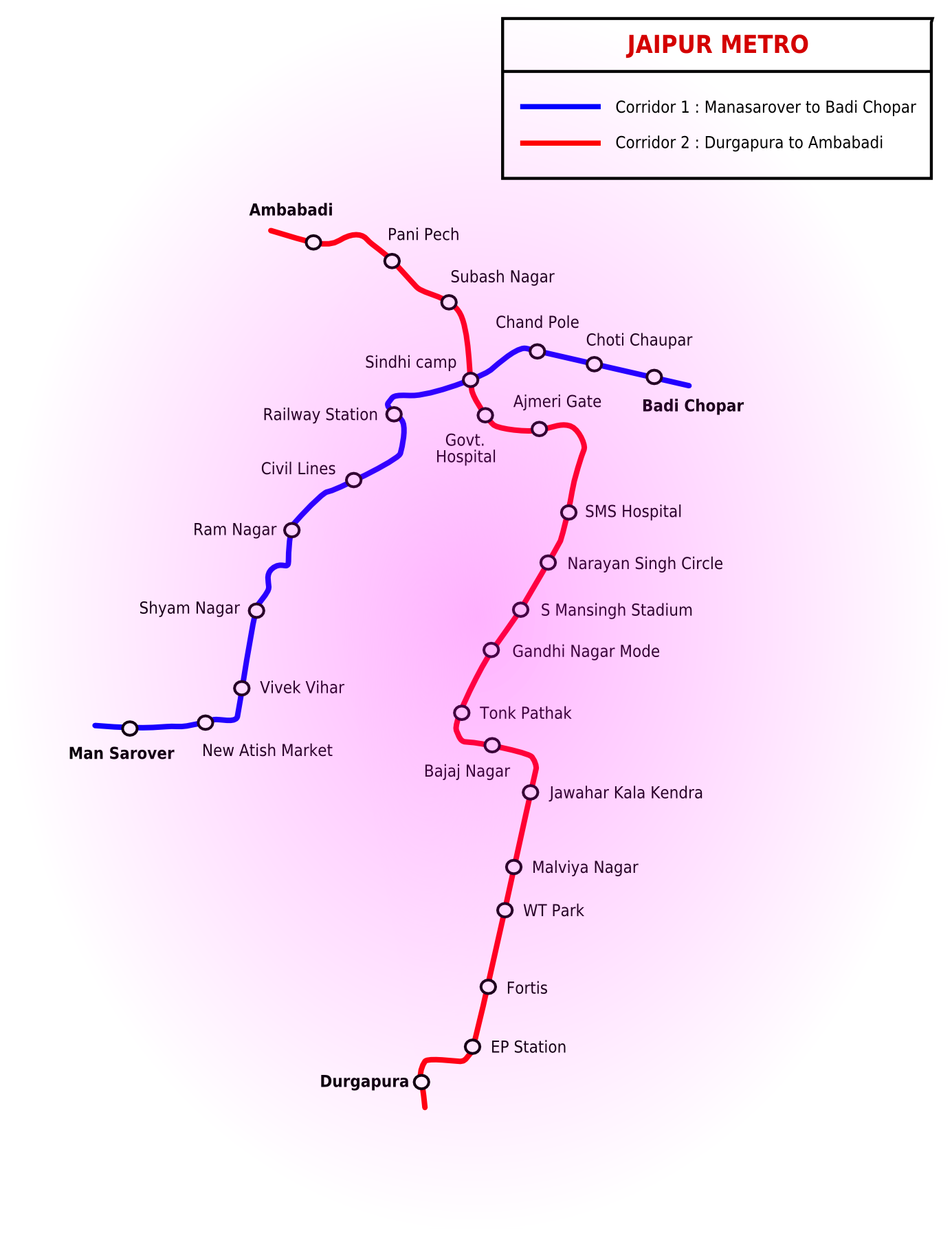
メトロの路線図
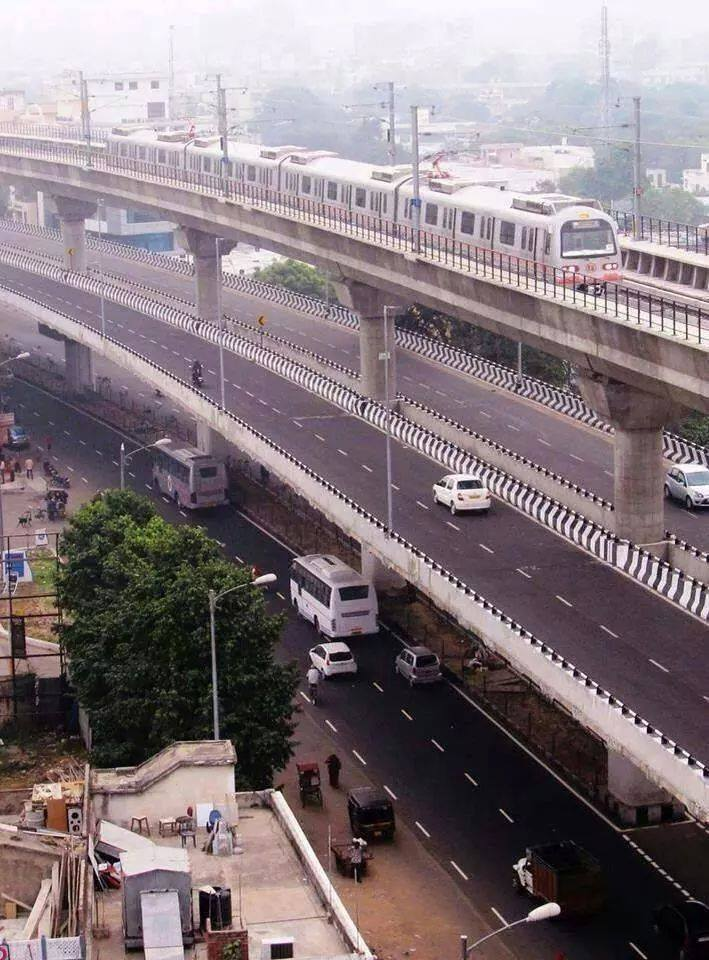
高架橋を走るメトロ

### バス
シンディー・キャンプ（Sindhi Camp）と呼ばれるバスターミナルがあり、長距離バス路線などが発着する。
州間高速道路8号線 (NH8) でデリーへ、NH11 でムンバイへ接続している。

## 施設
- シティ・パレス
  - ハワー・マハル（風の宮殿）
  - ジャイプルのジャンタル・マンタル（世界遺産）
  - ジャール・マハル（英語版）
- アンベール城

## 世界遺産

### 登録経緯
- 2019年の第43回世界遺産委員会にて「ラージャスターン州の旧ジャイプール旧市街」の名称で正式登録された[9]。

### 登録基準
この世界遺産は世界遺産登録基準のうち、以下の条件を満たし、登録された（以下の基準は世界遺産センター公表の登録基準からの翻訳、引用である）。
- (2) ある期間を通じてまたはある文化圏において、建築、技術、記念碑的芸術、都市計画、景観デザインの発展に関し、人類の価値の重要な交流を示すもの。
- (4) 人類の歴史上重要な時代を例証する建築様式、建築物群、技術の集積または景観の優れた例。
- (6) 顕著で普遍的な意義を有する出来事、現存する伝統、思想、信仰または芸術的、文学的作品と直接にまたは明白に関連するもの（この基準は他の基準と組み合わせて用いるのが望ましいと世界遺産委員会は考えている）。

## 姉妹都市
- カルガリー（カナダ）

## ギャラリー

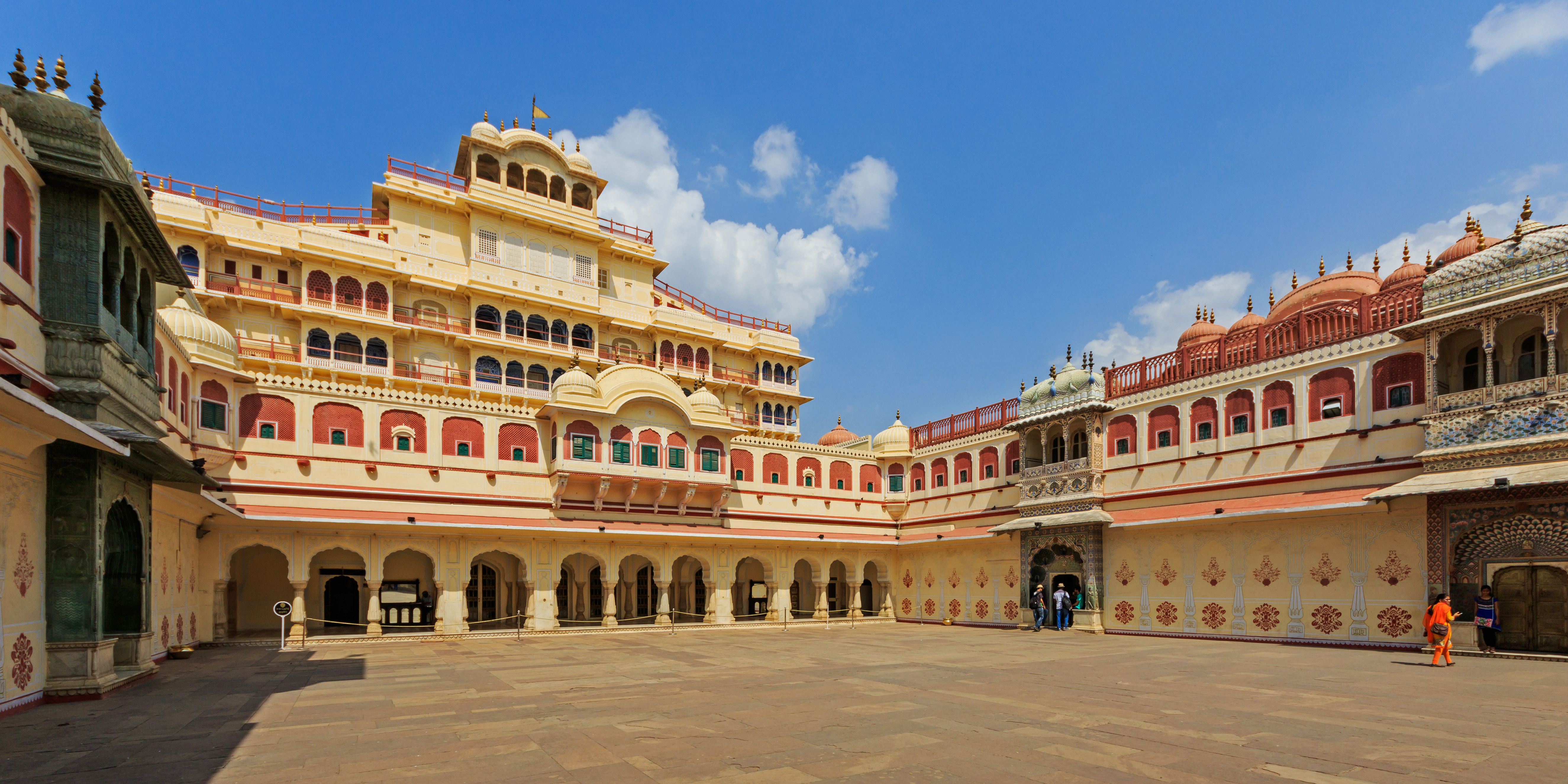
チャンドラ・マハル（シティ・パレス）
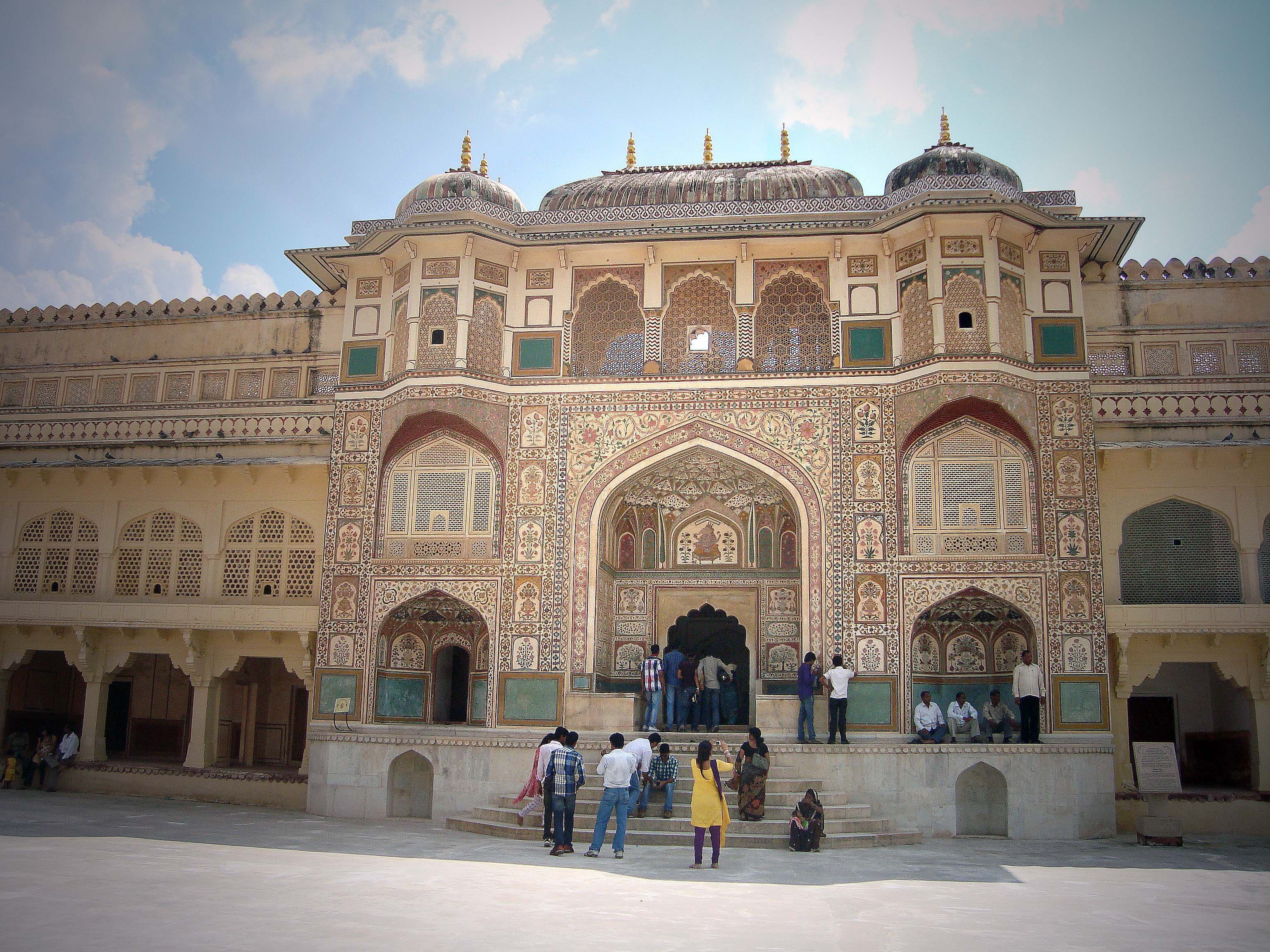
アンベール城
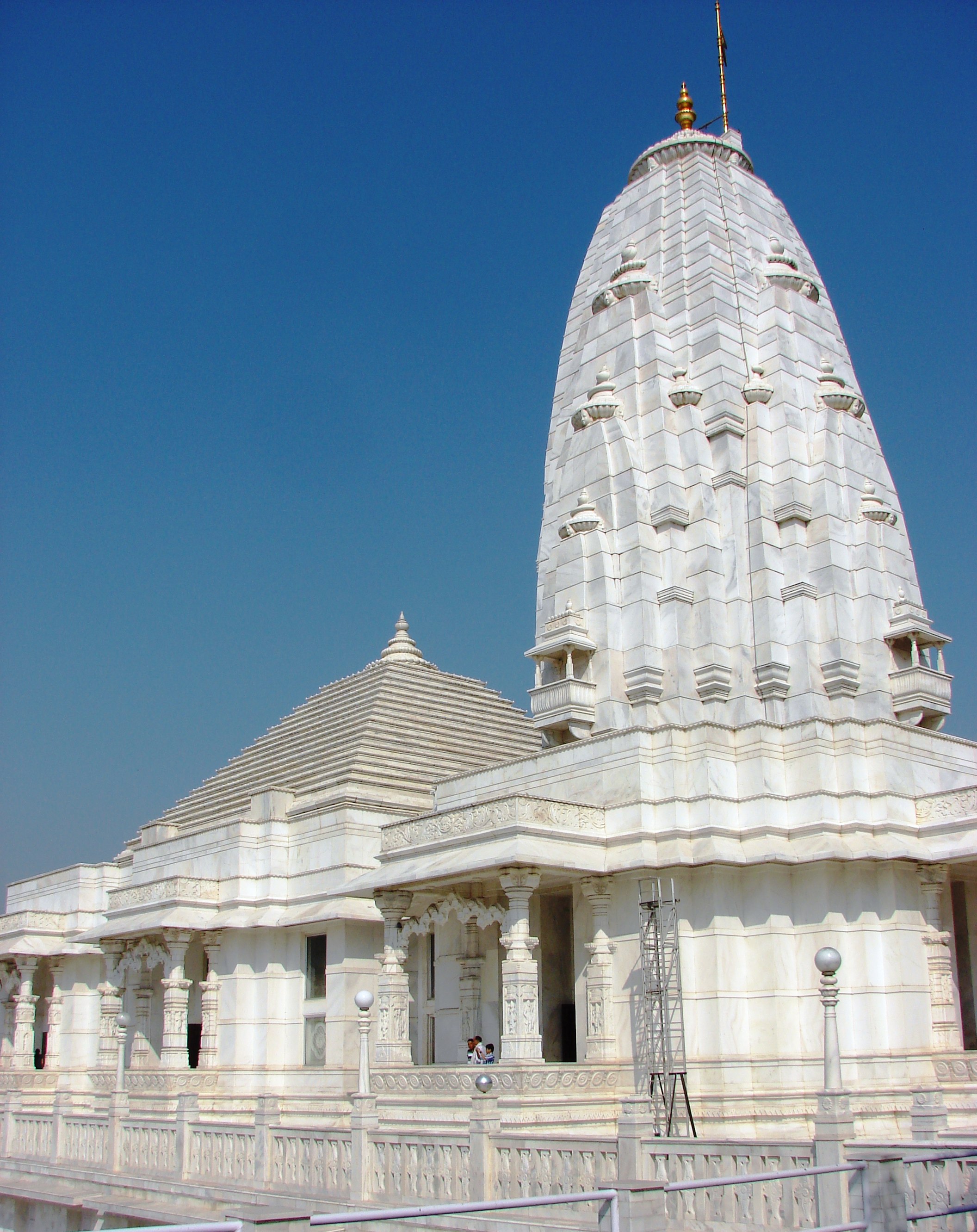
ビルラー・マンディル
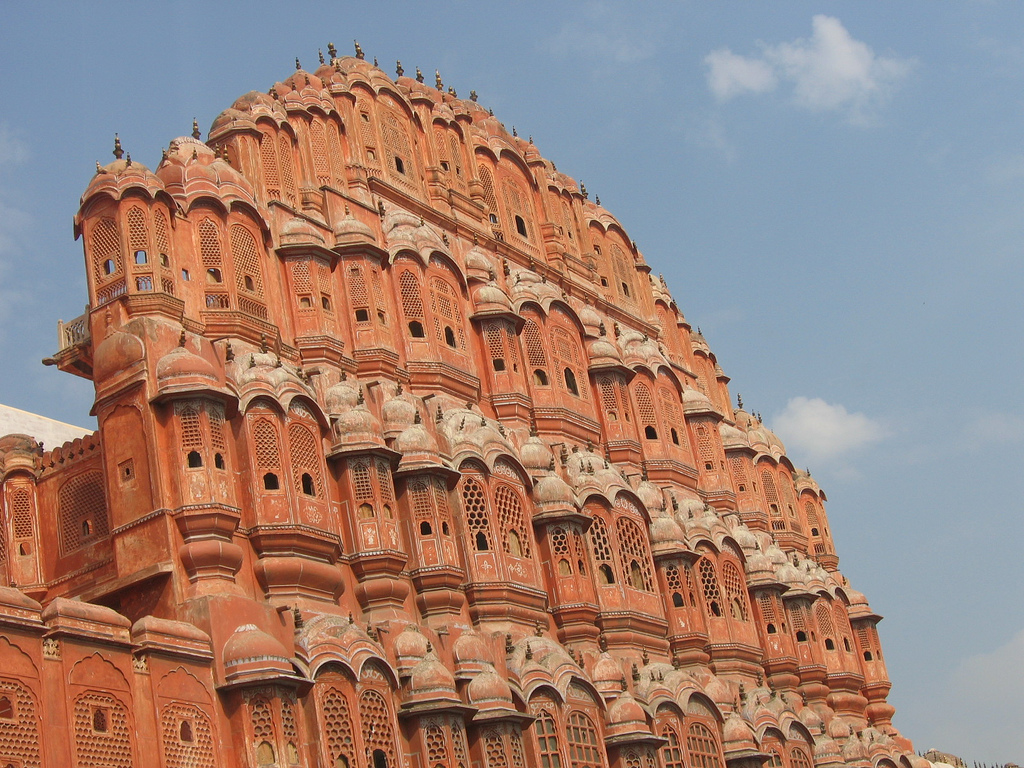
ハワー・マハル
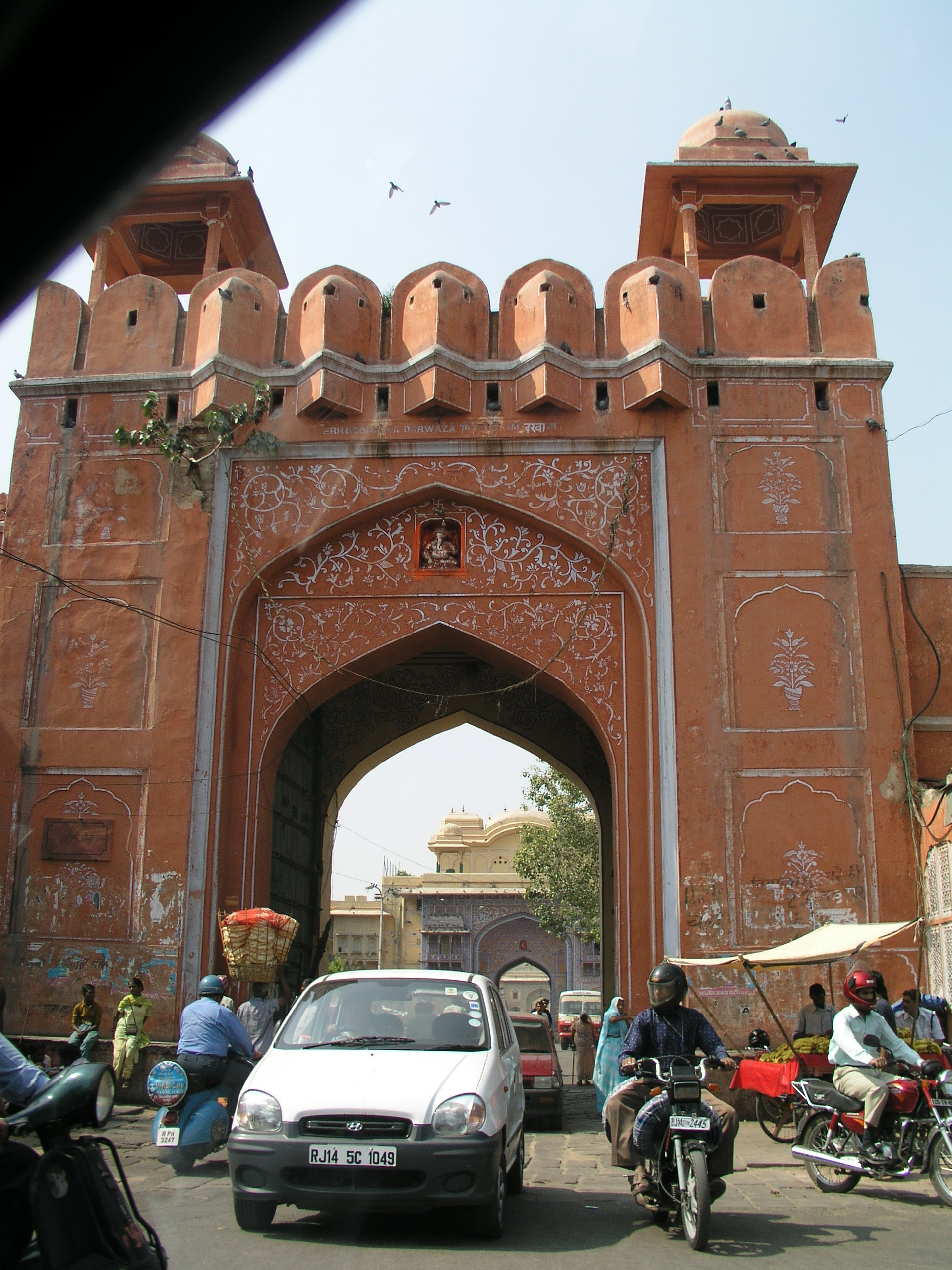
シティ・パレスの門
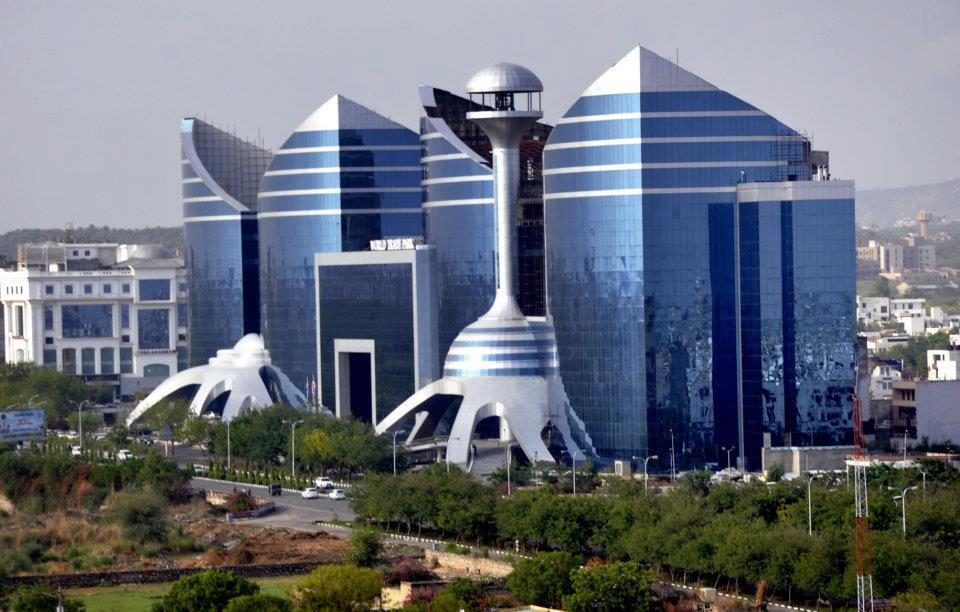
ワールド・トレード・パーク
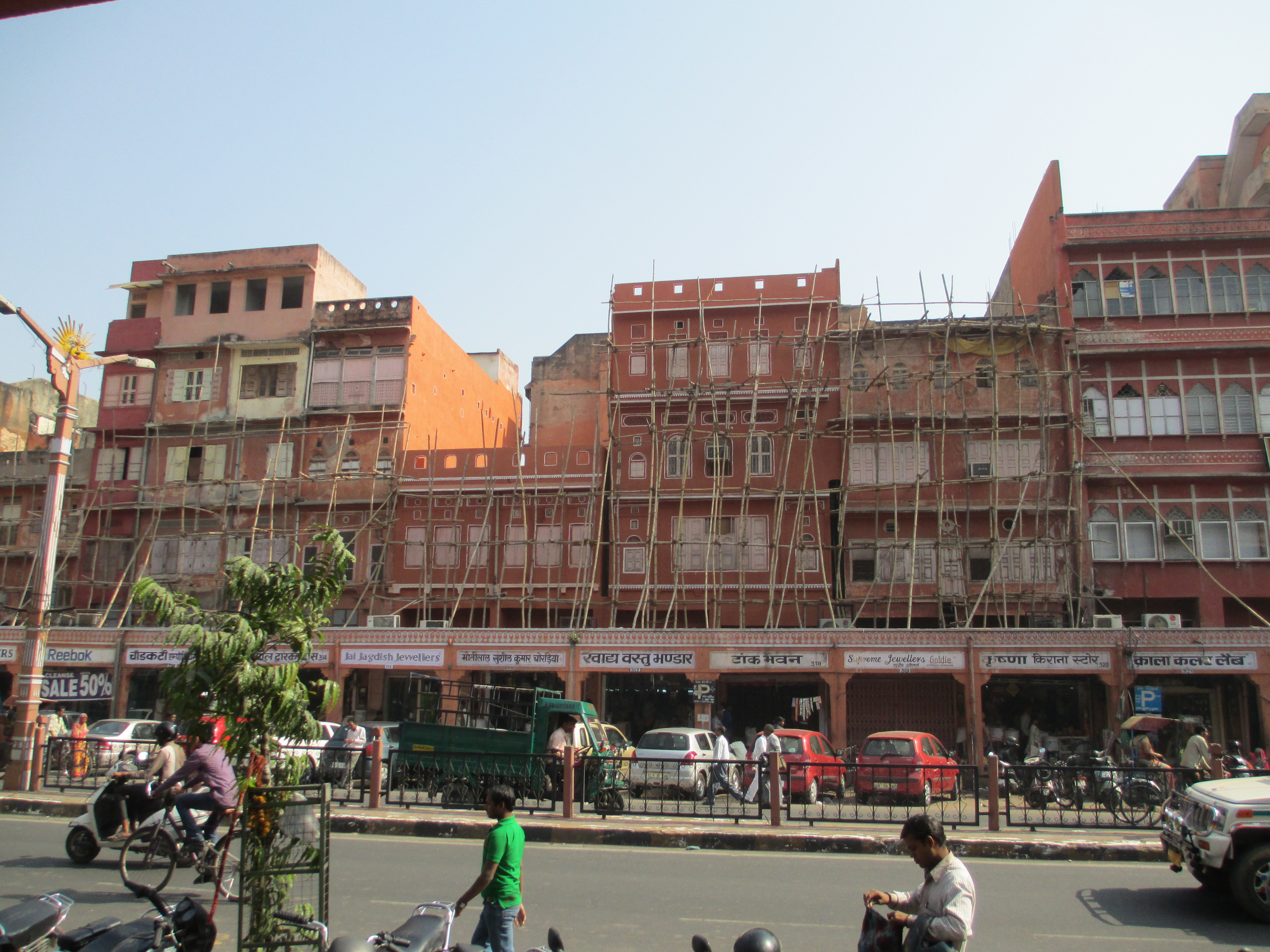
ジャイプルの下町
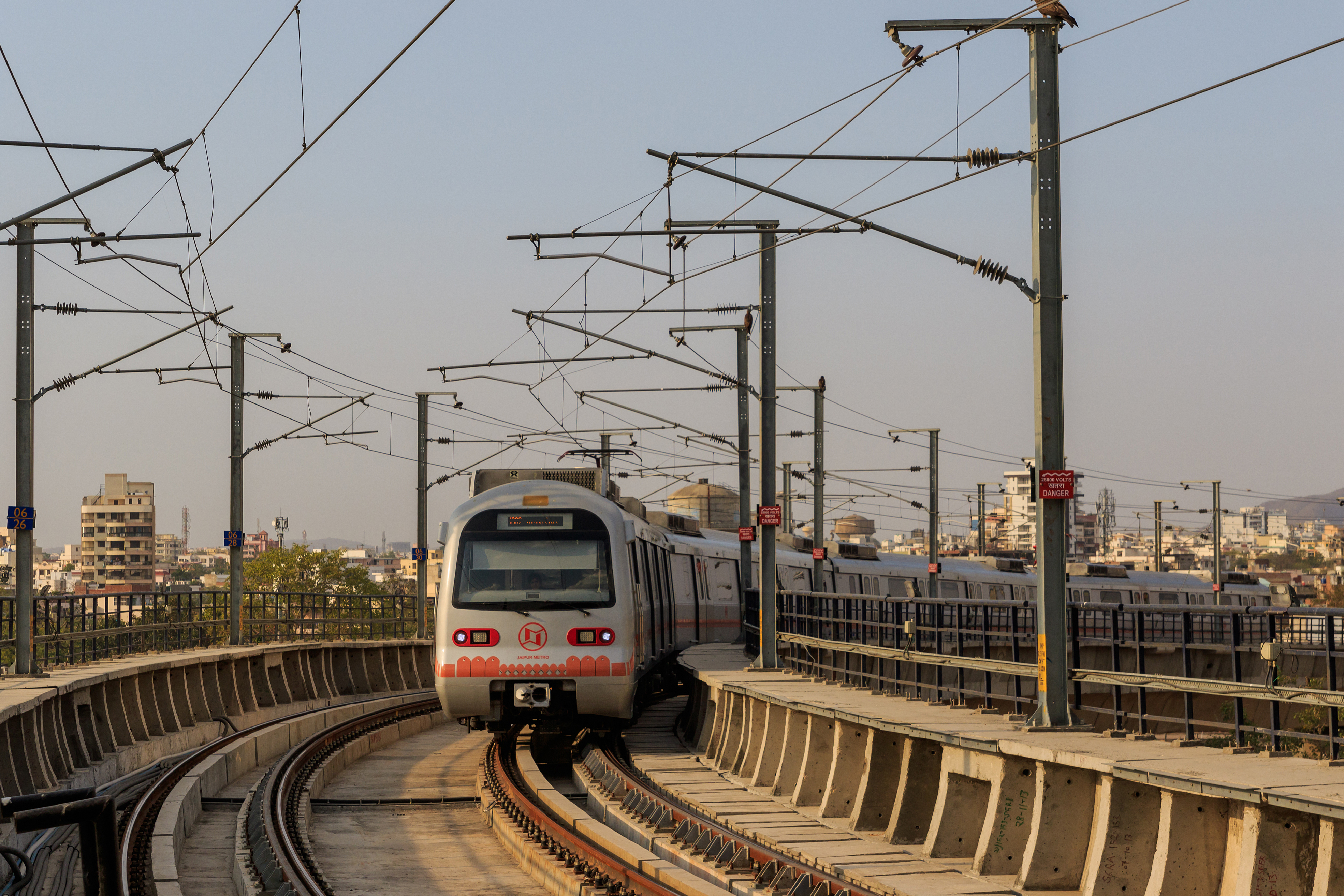
ジャイプル・メトロ
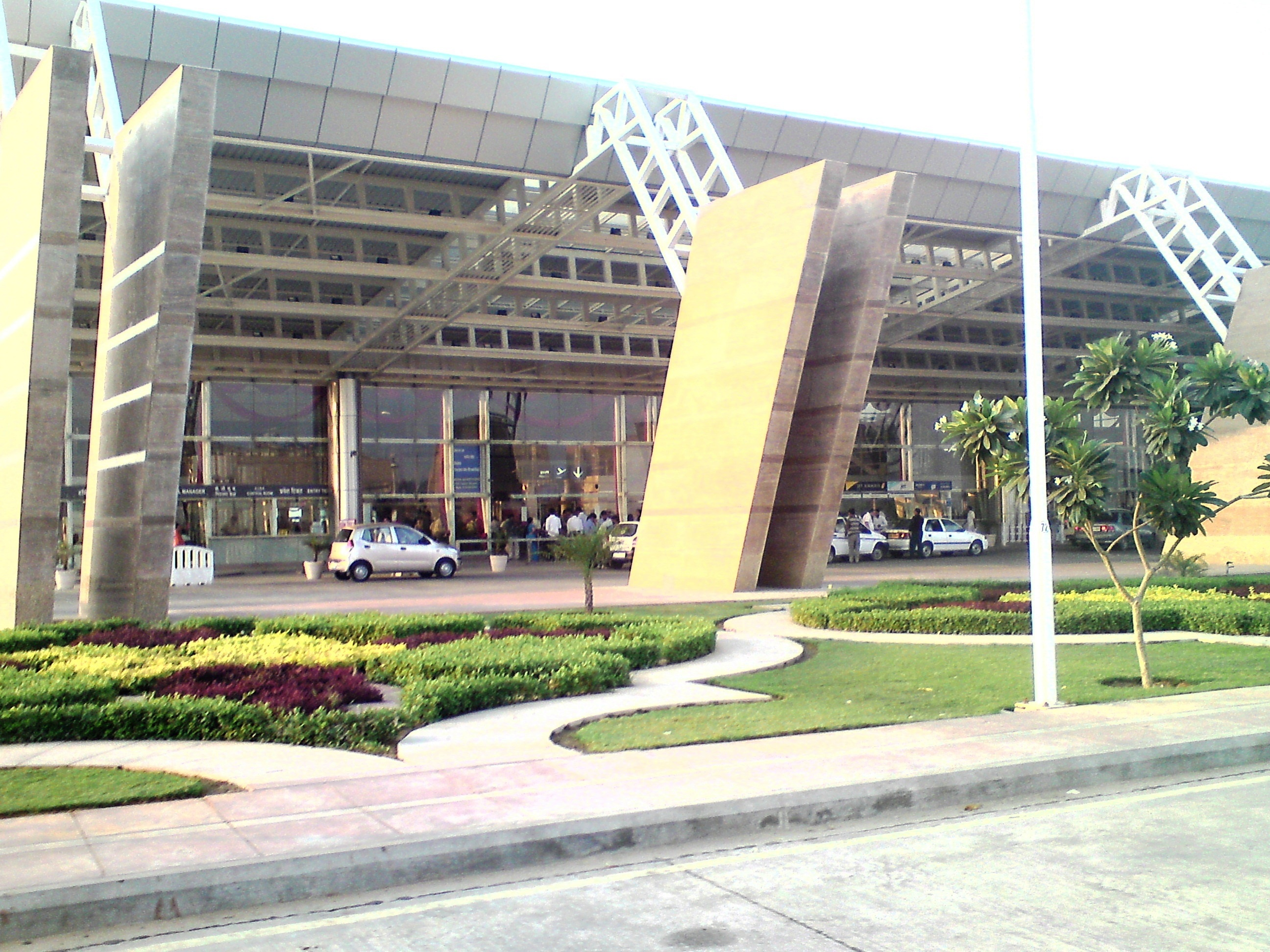
ジャイプル国際空港